# Benedictus Son Hee-song
Benedictus Son Hee-song (ur. 28 stycznia 1957 w Kyenki Yeonchenun Chadari) – koreański duchowny katolicki, w latach 2015–2024 biskup pomocniczy Seulu, biskup Uijeongbu od 2024.

## Życiorys

### Prezbiterat
Święcenia kapłańskie otrzymał 4 lipca 1986 i został inkardynowany do archidiecezji seulskiej. Po święceniach studiował w Austrii, zaś po powrocie do kraju przez dwa lata pracował jako proboszcz. W latach 1994–2012 był wykładowcą seulskiego seminarium, a w kolejnych latach kierował kurialnym wydziałem duszpasterskim.

### Episkopat
14 lipca 2015 papież Franciszek mianował go biskupem pomocniczym archidiecezji seulskiej ze stolicą tytularną Camplum. Sakry biskupiej udzielił mu 28 sierpnia 2015 ordynariusz Seulu - arcybiskup Andrew Yeom Soo-jung.
13 marca 2024 został mianowany biskupem diecezji Uijeongbu. Ingres odbył 2 maja 2024. 